# Franciszek Karpiński
Franciszek Karpiński, född 4 oktober 1741, död 16 september 1825, var en polsk poet.
Karpiński skrev elegier, idyller och visor i naiv och intim stil. Några av hans religiöst inspirerade dikter levde länge kvar som kyrkosånger. Karpiński gjorde även en omdiktning av Davids Psalmer och försökte sig även på dramatiken, varibland främst märks tragedin Judit (1790), men utan större framgång.